# Aurélien Salmon
Pour les articles homonymes, voir Salmon.
Aurélien Salmon, né le 16 février 1987 à Algrange, est un joueur de basket-ball professionnel français. Il mesure 2 m et évolue au poste d'intérieur.

## Biographie
Le 18 juin 2013, il s'engage avec le Boulazac Basket Dordogne où il espère retrouver de la stabilité après avoir assuré une pige médicale au cours de la saison dernière à Toulon (9,2 points à 38 % aux tirs et 3,8 rebonds de moyenne en 13 rencontres).
Depuis la fin de son contrat au HTV, à la mi-décembre, le Lorrain était sans club.

## Statistiques
| Saison    | Phase       | Club    | M. | Min  | Pts  | Tir   | 3 Pts | LF    | Reb. | Pas. | Int. | Ctr. | BP  | F.  |
| --------- | ----------- | ------- | -- | ---- | ---- | ----- | ----- | ----- | ---- | ---- | ---- | ---- | --- | --- |
| 2003-2004 | Saison Rég. | Nancy   | 1  | 6,0  | 2,0  | 100 % | -     | -     | 2,0  | 0,0  | 0,0  | 0,0  | 2,0 | 3,0 |
| 2005-2006 | Saison Rég. | Nancy   | 15 | 5,5  | 1,8  | 37 %  | 15 %  | 75 %  | 0,9  | 0,0  | 0,2  | 0,0  | 0,3 | 0,5 |
| 2005-2006 | Playoff     | Nancy   | 1  | 1,0  | 0,0  | -     | -     | -     | 0,0  | 0,0  | 0,0  | 0,0  | 0,0 | 0,0 |
| 2006-2007 | Saison Rég. | Nancy   | 22 | 7,8  | 3,4  | 40 %  | 33 %  | 60 %  | 1,4  | 0,2  | 0,0  | 0,0  | 0,2 | 0,7 |
| 2006-2007 | Playoff     | Nancy   | 2  | 3,0  | 0,0  | -     | 0 %   | -     | 0,0  | 0,0  | 0,0  | 0,5  | 0,0 | 0,0 |
| 2008-2009 | Saison Rég. | Limoges | 1  | 24,0 | 12,0 | 36 %  | 43 %  | 100 % | 4,0  | 0,0  | 3,0  | 1,0  | 5,0 | 1,0 |
| 2009-2010 | Saison Rég. | Limoges | 28 | 15,6 | 7,7  | 47 %  | 40 %  | 60 %  | 3,9  | 1,1  | 0,5  | 0,1  | 0,7 | 2,3 |
| 2009-2010 | Playoff     | Limoges | 5  | 14,0 | 4,4  | 31 %  | 24 %  | 50 %  | 3,2  | 0,6  | 0,6  | 0,2  | 0,8 | 1,8 |
| 2010-2011 | Saison Rég. | Limoges | 24 | 17,8 | 6,2  | 40 %  | 39 %  | 65 %  | 3,0  | 0,7  | 0,4  | 0,1  | 0,8 | 2,2 |
| 2011-2012 | Saison Rég. | Quimper | 27 | 25,3 | 9,7  | 38 %  | 36 %  | 76 %  | 4,0  | 0,8  | 0,5  | 0,2  | 0,8 | 2,6 |